# Campeonato Mundial Femenino de Clubes de la FIVB de 2019
El Campeonato Mundial Femenino de Clubes de la FIVB de 2019 fue la decimotercera edición del Campeonato Mundial de Clubes de la FIVB y décima desde su reanudación. Se realizó en Shaoxing, China.

## Clasificación
| Vía de Clasificación                                 | Equipos Clasificados                                                                    |
| ---------------------------------------------------- | --------------------------------------------------------------------------------------- |
| Equipo anfitrión                                     | Guangdong Evergrande                                                                    |
| Campeón de la Liga de Campeones (2018-19)            | Igor Gorgonzola Novara                                                                  |
| Campeón del Campeonato Sudamericano de Clubes (2019) | Itambé Minas                                                                            |
| Campeón del Campeonato Asiático de Clubes (2019)     | Tianjin Bohai Bank                                                                      |
| Invitados por la organización                        | Dentil Praia Clube Eczacıbaşı VitrA İstanbul Imoco Volley Conegliano VakıfBank İstanbul |
| TOTAL                                                | 8                                                                                       |

## Formato de competición
El torneo consta de dos etapas. En la primera fase, los ocho equipos se dividen en dos grupos de cuatro integrantes, donde juegan todos contra todos una vez. Al finalizar esta etapa, los dos mejores equipos de cada grupo avanzan a las semifinales, mientras que los restantes equipos dejan disputarán el quinto al octavo puesto.
En la fase final se enfrentan los primeros de cada grupo con los segundos del otro grupo, es decir, el primero del grupo A con el segundo del grupo B y el primero del grupo A con el segundo del grupo B. Los ganadores de estos enfrentamientos disputan la final mientras que los perdedores disputan el partido por el tercer puesto.
Criterios de clasificación en los grupos:
1. Número de partidos ganados
2. Puntos de partido
3. Relación de conjuntos
4. Relación de puntos
5. Si el empate continúa según la proporción de puntos entre dos equipos, se dará prioridad al equipo que ganó el último partido entre ellos. Cuando la relación de empate en puntos es de tres o más equipos, se realizará una nueva clasificación de estos equipos en los términos de los puntos 1, 2 y 3 teniendo en cuenta solo los partidos en los que se enfrentaron entre sí.

Partido ganado 3–0 o 3–1: 3 puntos de partido para el ganador, 0 puntos de partido para el perdedor 
Partido ganado 3–2: 2 puntos de partido para el ganador, 1 punto de partido para el perdedor

## Grupos
| Grupo A                   | Grupo B                |
| ------------------------- | ---------------------- |
| Eczacıbaşı VitrA İstanbul | Dentil Praia Clube     |
| Guangdong Evergrande      | Igor Gorgonzola Novara |
| Imoco Volley Conegliano   | Tianjin Bohai Bank     |
| Itambé Minas              | VakıfBank İstanbul     |

## Resultados

### Fase de grupos
- Los horarios corresponden al huso horario de China (UTC+08:00)

|  | Clasificados a semifinales                      |
|  | Disputan la clasificación del 5.° al 8.° puesto |

#### Grupo A
| Pos. | Equipo                    | PG | PP | Pts | SG | SP | Coef. | PG  | PP  | Coef. |
| ---- | ------------------------- | -- | -- | --- | -- | -- | ----- | --- | --- | ----- |
| 1.°  | Imoco Volley Conegliano   | 3  | 0  | 8   | 9  | 3  | 3.000 | 292 | 250 | 1.127 |
| 2.°  | Eczacıbaşı VitrA İstanbul | 2  | 1  | 6   | 7  | 3  | 2.333 | 238 | 198 | 1.202 |
| 3.°  | Guangdong Evergrande      | 1  | 2  | 3   | 3  | 7  | 0.429 | 205 | 245 | 0.837 |
| 4.°  | Itambé Minas              | 0  | 3  | 1   | 3  | 9  | 0.333 | 263 | 296 | 0.889 |

| Fecha          | Hora  | Equipo 1                | Res.  | Equipo 2                | Set 1 | Set 2 | Set 3 | Set 4 | Set 5 | Total     | Reporte |
| -------------- | ----- | ----------------------- | ----- | ----------------------- | ----- | ----- | ----- | ----- | ----- | --------- | ------- |
| 3 de diciembre | 10:00 | Imoco Volley Conegliano | 3 – 1 | Eczacıbaşı VitrA        | 25-20 | 25-22 | 22-25 | 25-21 |       | 97 – 88   | P2      |
| 3 de diciembre | 17:00 | Guangdong Evergrande    | 3 – 1 | Itambé Minas            | 25-22 | 28-26 | 23-25 | 25-22 |       | 101 – 95  | P2      |
| 4 de diciembre | 17:00 | Eczacıbaşı VitrA        | 3 – 0 | Itambé Minas            | 25-17 | 25-23 | 25-16 |       |       | 75 – 56   | P2      |
| 4 de diciembre | 20:00 | Guangdong Evergrande    | 0 – 3 | Imoco Volley Conegliano | 16-25 | 22-25 | 21-25 |       |       | 59 – 75   | P2      |
| 6 de diciembre | 10:00 | Imoco Volley Conegliano | 3 – 2 | Itambé Minas            | 25-17 | 25-19 | 20-25 | 22-25 | 28-26 | 120 – 112 | P2      |
| 6 de diciembre | 17:00 | Eczacıbaşı VitrA        | 3 – 0 | Guangdong Evergrande    | 25-21 | 25-9  | 25-15 |       |       | 75 – 45   | P2      |

#### Grupo B
| Pos. | Equipo                 | PG | PP | Pts | SG | SP | Coef. | PG  | PP  | Coef. |
| ---- | ---------------------- | -- | -- | --- | -- | -- | ----- | --- | --- | ----- |
| 1.°  | Igor Gorgonzola Novara | 3  | 0  | 7   | 9  | 4  | 2.250 | 287 | 266 | 1.079 |
| 2.°  | VakıfBank İstanbul     | 2  | 1  | 7   | 8  | 3  | 2.666 | 260 | 227 | 1.145 |
| 3.°  | Tianjin Bohai Bank     | 1  | 2  | 3   | 5  | 8  | 0.625 | 246 | 276 | 0.891 |
| 4.°  | Dentil Praia Clube     | 0  | 3  | 1   | 2  | 9  | 0.222 | 233 | 257 | 0.907 |

| Fecha          | Hora  | Equipo 1               | Res.  | Equipo 2               | Set 1 | Set 2 | Set 3 | Set 4 | Set 5 | Total     | Reporte |
| -------------- | ----- | ---------------------- | ----- | ---------------------- | ----- | ----- | ----- | ----- | ----- | --------- | ------- |
| 3 de diciembre | 14:00 | VakıfBank İstanbul     | 3 – 0 | Dentil Praia           | 27-25 | 25-20 | 25-20 |       |       | 77 – 65   | P2      |
| 3 de diciembre | 20:00 | Tianjin Bohai Bank     | 2 – 3 | Igor Gorgonzola Novara | 25-17 | 25-15 | 18-25 | 15-25 | 11-15 | 94 – 97   | P2      |
| 5 de diciembre | 17:00 | Igor Gorgonzola Novara | 3 – 2 | VakıfBank İstanbul     | 25-21 | 25-22 | 25-27 | 24-26 | 15-12 | 114 – 108 | P2      |
| 5 de diciembre | 20:00 | Tianjin Bohai Bank     | 3 – 2 | Dentil Praia           | 25-21 | 25-19 | 22-25 | 16-25 | 16-14 | 104 – 104 | P2      |
| 6 de diciembre | 14:00 | Igor Gorgonzola Novara | 3 – 0 | Dentil Praia           | 25-21 | 26-24 | 25-19 |       |       | 76 – 64   | P2      |
| 6 de diciembre | 20:00 | Tianjin Bohai Bank     | 0 – 3 | VakıfBank İstanbul     | 15-25 | 14-25 | 19-25 |       |       | 48 – 75   | P2      |

### Fase final

#### Clasificación 5.º al 8.º puesto
- Los horarios corresponden al huso horario de China (UTC+08:00)

|  | Semifinales 5.º al 8.º puesto | Semifinales 5.º al 8.º puesto |   |                      | Partido 5.º y 6.º puesto | Partido 5.º y 6.º puesto |  |
|  |                               |                               |   |                      |                          |                          |  |
|  |                               |                               |   |                      |                          |                          |  |
|  | Guangdong Evergrande          | 0                             |   |                      |                          |                          |  |
|  | Dentil Praia Clube            | 3                             |   |                      |                          |                          |  |
|  |                               |                               |   |                      |                          |                          |  |
|  |                               |                               |   |                      |                          |                          |  |
|  |                               |                               |   |                      | Dentil Praia Clube       | 2                        |  |
|  |                               | Itambé Minas                  | 3 |                      |                          |                          |  |
|  |                               |                               |   |                      |                          |                          |  |
|  |                               |                               |   |                      |                          |                          |  |
|  |                               |                               |   |                      | Partido 7.º y 8.º puesto |                          |  |
|  |                               |                               |   |                      |                          |                          |  |
|  | Tianjin Bohai Bank            | 0                             |   | Guangdong Evergrande | 3                        |                          |  |
|  | Itambé Minas                  | 3                             |   |                      | Tianjin Bohai Bank       | 0                        |  |

##### Semifinales 5.º al 8.º puesto
| Fecha          | Hora  | Equipo 1             | Res.  | Equipo 2     | Set 1 | Set 2 | Set 3 | Set 4 | Set 5 | Total   | Reporte |
| -------------- | ----- | -------------------- | ----- | ------------ | ----- | ----- | ----- | ----- | ----- | ------- | ------- |
| 7 de diciembre | 10:00 | Guangdong Evergrande | 0 – 3 | Dentil Praia | 22-25 | 20-25 | 14-25 |       |       | 56 – 75 | P2      |
| 7 de diciembre | 14:00 | Tianjin Bohai Bank   | 0 – 3 | Itambé Minas | 23-25 | 26-28 | 19-25 |       |       | 68 – 78 | P2      |

##### Partido por el 7.º y 8.º puesto
| Fecha          | Hora  | Equipo 1             | Res.  | Equipo 2           | Set 1 | Set 2 | Set 3 | Set 4 | Set 5 | Total   | Reporte |
| -------------- | ----- | -------------------- | ----- | ------------------ | ----- | ----- | ----- | ----- | ----- | ------- | ------- |
| 8 de diciembre | 10:00 | Guangdong Evergrande | 3 – 0 | Tianjin Bohai Bank | 28-26 | 25-20 | 25-21 |       |       | 78 – 67 | P2      |

##### Partido por el 5.º y 6.º puesto
| Fecha          | Hora  | Equipo 1     | Res.  | Equipo 2     | Set 1 | Set 2 | Set 3 | Set 4 | Set 5 | Total    | Reporte |
| -------------- | ----- | ------------ | ----- | ------------ | ----- | ----- | ----- | ----- | ----- | -------- | ------- |
| 8 de diciembre | 14:00 | Dentil Praia | 2 – 3 | Itambé Minas | 25-18 | 14-25 | 25-18 | 22-25 | 9-15  | 95 – 101 | P2      |

#### Clasificación 1.º al 4.º puesto
|  | Semifinales               | Semifinales               |   |                    | Final                   | Final |  |
|  |                           |                           |   |                    |                         |       |  |
|  |                           |                           |   |                    |                         |       |  |
|  |                           |                           |   |                    |                         |       |  |
|  | Imoco Volley Conegliano   | 3                         |   |                    |                         |       |  |
|  | VakıfBank İstanbul        | 2                         |   |                    |                         |       |  |
|  |                           |                           |   |                    |                         |       |  |
|  |                           |                           |   |                    |                         |       |  |
|  |                           |                           |   |                    | Imoco Volley Conegliano | 3     |  |
|  |                           | Eczacıbaşı VitrA İstanbul | 1 |                    |                         |       |  |
|  |                           |                           |   |                    |                         |       |  |
|  |                           |                           |   |                    |                         |       |  |
|  |                           |                           |   |                    | Tercer lugar            |       |  |
|  |                           |                           |   |                    |                         |       |  |
|  | Igor Gorgonzola Novara    | 2                         |   | VakıfBank İstanbul | 3                       |       |  |
|  | Eczacıbaşı VitrA İstanbul | 3                         |   |                    | Igor Gorgonzola Novara  | 0     |  |

##### Semifinales
| Fecha          | Hora  | Equipo 1                | Res.  | Equipo 2           | Set 1 | Set 2 | Set 3 | Set 4 | Set 5 | Total     | Reporte |
| -------------- | ----- | ----------------------- | ----- | ------------------ | ----- | ----- | ----- | ----- | ----- | --------- | ------- |
| 7 de diciembre | 17:00 | Imoco Volley Conegliano | 3 – 2 | VakıfBank İstanbul | 25-23 | 20-25 | 25-23 | 21-25 | 23-21 | 114 – 117 | P2      |
| 7 de diciembre | 20:00 | Igor Gorgonzola Novara  | 2 – 3 | Eczacıbaşı VitrA   | 21-25 | 25-23 | 11-25 | 25-23 | 13-15 | 95 – 111  | P2      |

##### Tercer puesto
| Fecha          | Hora  | Equipo 1           | Res.  | Equipo 2               | Set 1 | Set 2 | Set 3 | Set 4 | Set 5 | Total   | Reporte |
| -------------- | ----- | ------------------ | ----- | ---------------------- | ----- | ----- | ----- | ----- | ----- | ------- | ------- |
| 8 de diciembre | 17:00 | VakıfBank İstanbul | 3 – 0 | Igor Gorgonzola Novara | 26-24 | 25-23 | 25-21 |       |       | 76 – 68 | P2      |

##### Final
| Fecha          | Hora  | Equipo 1                | Res.  | Equipo 2         | Set 1 | Set 2 | Set 3 | Set 4 | Set 5 | Total   | Reporte |
| -------------- | ----- | ----------------------- | ----- | ---------------- | ----- | ----- | ----- | ----- | ----- | ------- | ------- |
| 8 de diciembre | 20:00 | Imoco Volley Conegliano | 3 – 1 | Eczacıbaşı VitrA | 22-25 | 25-14 | 25-19 | 25-21 |       | 97 – 79 | P2      |

## Clasificación general
| Pos.              | Equipo                    |
| ----------------- | ------------------------- |
| Medalla de oro    | Imoco Volley Conegliano   |
| Medalla de plata  | Eczacıbaşı VitrA İstanbul |
| Medalla de bronce | VakıfBank İstanbul        |
| 4.                | Igor Gorgonzola Novara    |
| 5.                | Itambé Minas              |
| 6.                | Dentil Praia Clube        |
| 7.                | Guangdong Evergrande      |
| 8.                | Tianjin Bohai Bank        |

| Campeón del Mundo de Clubes de 2019 |
| ----------------------------------- |
| Imoco Volley Conegliano 1º título   |

## Premios y reconocimientos
- MVP - Mejor jugadora:  Paola Egonu (Imoco Volley Conegliano)[5]
- Mejores receptores/atacantes:  Kim Yeon-koung (Eczacıbaşı VitrA İstanbul) –  Kimberly Hill (Imoco Volley Conegliano)
- Mejores centrales:  Zehra Güneş (VakıfBank İstanbul) –  Robin de Kruijf (Imoco Volley Conegliano)
- Mejor opuesto:  Isabelle Haak (VakıfBank İstanbul)
- Mejor armador:  Joanna Wołosz (Imoco Volley Conegliano)
- Mejor libero:  Simge Şebnem Aköz (Eczacıbaşı VitrA İstanbul)